# Deutojapyx
Deutojapyx es un género de Diplura en la familia Japygidae.

## Especies
- Deutojapyx greeni (Silvestri, 1931)
- Deutojapyx guizhouensis Chou, in Chou & Chen 1983